# Elgin Baylor
Elgin Gay Baylor (Washington, 1934. szeptember 16. – Los Angeles, Kalifornia, 2021. március 22.) amerikai kosárlabdázó, edző és sportvezető volt. Tizennégy szezonon át játszott csatárként a National Basketball Associationben (NBA), a Minneapolis/Los Angeles Lakers csapatában.
Baylor kiváló dobó, erős lepattanózó és ügyes passzoló volt, akit leginkább jellegzetes „lebegő” tempódobásáról ismertek. Az 1958-as draft első választottja, az 1959-es év újonca, tizenegyszeres NBA All Star, valamint tízszer került be az All-NBA első csapatba. Sokan a játék történetének egyik legnagyobb alakjaként tartják számon 

## Statisztika

### NBA

#### Alapszakasz
| Év       | Csapat             | JM  | JP/M | MG%  | BD%  | LP/M | GP/M | P/M  |
| -------- | ------------------ | --- | ---- | ---- | ---- | ---- | ---- | ---- |
| 1958–59  | Minneapolis Lakers | 70  | 40.8 | .408 | .777 | 15.0 | 4.1  | 24.9 |
| 1959–60  | Minneapolis Lakers | 70  | 41.0 | .424 | .732 | 16.4 | 3.5  | 29.6 |
| 1960–61  | Los Angeles Lakers | 73  | 42.9 | .430 | .783 | 19.8 | 5.1  | 34.8 |
| 1961–62  | Los Angeles Lakers | 48  | 44.4 | .428 | .754 | 18.6 | 4.6  | 38.3 |
| 1962–63  | Los Angeles Lakers | 80* | 42.1 | .453 | .837 | 14.3 | 4.8  | 34.0 |
| 1963–64  | Los Angeles Lakers | 78  | 40.6 | .425 | .804 | 12.0 | 4.4  | 25.4 |
| 1964–65  | Los Angeles Lakers | 74  | 41.3 | .401 | .792 | 12.8 | 3.8  | 27.1 |
| 1965–66  | Los Angeles Lakers | 65  | 30.4 | .401 | .739 | 9.6  | 3.4  | 16.6 |
| 1966–67  | Los Angeles Lakers | 70  | 38.7 | .429 | .813 | 12.8 | 3.1  | 26.6 |
| 1967–68  | Los Angeles Lakers | 77  | 39.3 | .443 | .786 | 12.2 | 4.6  | 26.0 |
| 1968–69  | Los Angeles Lakers | 76  | 40.3 | .447 | .743 | 10.6 | 5.4  | 24.8 |
| 1969–70  | Los Angeles Lakers | 54  | 41.0 | .486 | .773 | 10.4 | 5.4  | 24.0 |
| 1970–71  | Los Angeles Lakers | 2   | 28.5 | .421 | .667 | 5.5  | 1.0  | 10.0 |
| 1971–72  | Los Angeles Lakers | 9   | 26.6 | .433 | .815 | 6.3  | 2.0  | 11.8 |
| Karrier  | Karrier            | 846 | 40.0 | .431 | .780 | 13.5 | 4.3  | 27.4 |
| All-Star | All-Star           | 11  | 29.2 | .427 | .796 | 9.0  | 3.5  | 19.8 |

#### Rájátszás
| Year    | Team               | GP  | MPG  | FG%  | FT%  | RPG  | APG | PPG  |
| ------- | ------------------ | --- | ---- | ---- | ---- | ---- | --- | ---- |
| 1959    | Minneapolis Lakers | 13  | 42.8 | .403 | .770 | 12.0 | 3.3 | 25.5 |
| 1960    | Minneapolis Lakers | 9   | 45.3 | .474 | .840 | 14.1 | 3.4 | 33.4 |
| 1961    | Los Angeles Lakers | 12  | 45.0 | .470 | .824 | 15.3 | 4.6 | 38.1 |
| 1962    | Los Angeles Lakers | 13  | 43.9 | .438 | .774 | 17.7 | 3.6 | 38.6 |
| 1963    | Los Angeles Lakers | 13  | 43.2 | .442 | .825 | 13.6 | 4.5 | 32.6 |
| 1964    | Los Angeles Lakers | 5   | 44.2 | .378 | .775 | 11.6 | 5.6 | 24.2 |
| 1965    | Los Angeles Lakers | 1   | 5.0  | .000 | –    | 0.0  | 1.0 | 0.0  |
| 1966    | Los Angeles Lakers | 14  | 41.9 | .442 | .810 | 14.1 | 3.7 | 26.8 |
| 1967    | Los Angeles Lakers | 3   | 40.3 | .368 | .750 | 13.0 | 3.0 | 23.7 |
| 1968    | Los Angeles Lakers | 15  | 42.2 | .468 | .679 | 14.5 | 4.0 | 28.5 |
| 1969    | Los Angeles Lakers | 18  | 35.6 | .385 | .630 | 9.2  | 4.1 | 15.4 |
| 1970    | Los Angeles Lakers | 18  | 37.1 | .466 | .741 | 9.6  | 4.6 | 18.7 |
| Karrier | Karrier            | 134 | 41.1 | .439 | .769 | 12.9 | 4.0 | 27.0 |

## Fordítás
Ez a szócikk részben vagy egészben  az   Elgin Baylor című angol Wikipédia-szócikk ezen változatának fordításán alapul.  Az eredeti cikk szerkesztőit annak laptörténete sorolja fel. Ez a jelzés csupán a megfogalmazás eredetét és a szerzői jogokat jelzi, nem szolgál a cikkben szereplő információk forrásmegjelöléseként.